# Camjac
Camjac település Franciaországban, Aveyron megyében. Lakosainak száma 575 fő (2022. január 1.). Camjac Camboulazet, Centrès, Naucelle, Quins, Saint-Just-sur-Viaur és Tauriac-de-Naucelle községekkel határos.

## Népesség
A település népességének változása:
| Lakosok száma | 713  | 601  | 596  | 536  | 578  | 574  | 572  | 573  | 574  | 575  |
|               | 1968 | 1982 | 1990 | 2006 | 2013 | 2015 | 2017 | 2019 | 2020 | 2022 |